# Archaeocyon
Archaeocyon is een geslacht van fossiele hondachtige, behorende tot de Borophaginae. Restanten van Archaeocyon werden gevonden in afzettingen van het vroege Oligoceen tot het vroege Mioceen van Nebraska, Californië, Oregon, South Dakota, North Dakota, Wyoming en Montana. De naam "Archaeocyon" is een samentrekking van de Griekse woorden  "archaeo" en "cyon": begin-hond, oud-hond.
Archaeocyon is waarschijnlijk de meest basale groep van de Borophaginae; volgens de fylogenetische analyse van Wang et al. (1999) is het een parafyletisch geslacht, dat de voorouder is van zowel de Caninae als de Borophaginae. Wang et al. (1999) vonden het echter toch waarschijnlijk dat het geslacht bij de Borophaginae hoort, omdat het jonger is dan het oudste lid van de Caninae, Leptocyon. Verder zijn de oudste Borophaginae meestal primitiever dan de oudste Caninae.
Het geslacht omvat drie soorten:
- Archaeocyon pavidus
- Archaeocyon leptidus
- Archaeocyon falkenbachi